# アラメダ (ポートランド)

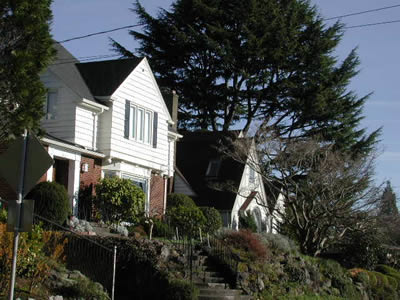
アラメダ地区の住宅

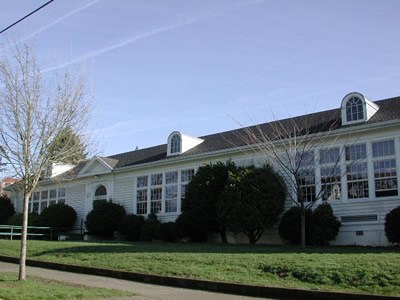
アラメダ小学校

アラメダ（Alameda）は、アメリカ合衆国オレゴン州ポートランドの地区の一つで、ダウンタウン、ウィラメット川、カスケード山脈が見渡せるアラメダ・リッジの上に位置する。ノースイースト・フレモント・ストリートは東西に走る同地区の主要道路、北東33番通り（NE 33rd）は南北に走る主要道路である。また、14.4エーカーの広さを持つウィルシャー公園に隣接している。アラメダの脇道は丘に巻きつくように敷かれ、アーツ・アンド・クラフツ風の住宅やコテージに続いている。アラメダは、ボーモント・ヴィレッジとハリウッド・ディストリクトのビジネス地区の間に位置している。
アラメダ地区は、1859年にウィリアム・C・ボーワリングと妻イザベルが同地の所有を主張したことで設置された。この地域は、北東33番通りとフレモントに砂利の穴ぼこがあったことから、グラヴェリー・ヒル・ロードと呼ばれるようになった。1909年、アラメダ・ランド・カンパニーがアラメダ・パークの区画整理を行ったことにより、ポートランド市に編入された。アラメダの名は、スペイン語でポプラやハコヤナギの木を意味する "alamo" に由来している。アラメダとは厳密にはポプラ並木の散歩道や公共歩道のことを指すが、拡大に解釈され、並木道と意味で通っている。
アラメダ地区には、ポートランド公立学区に所属するアラメダ小学校の他、ザ・マデリーン・スクール、カトリック系の小中学校（K-8）が1校ある。
エリオット・スミスのアルバム "Either/Or" に収録されている "Alameda" は、アラメダ地区のアラメダ・ストリートを主題にしている。